# Croton barbatus
Espèce
Croton barbatus est une espèce de plantes à fleurs du genre Croton et de la famille des Euphorbiaceae, présente au Venezuela.
Il a pour synonyme :
- Oxydectes barbata, (Kunth) Kuntze